# おおかみ座アルファ星
おおかみ座α星は、おおかみ座で最も明るい恒星で2等星。

## 概要
ケフェウス座β型変光星であり、6時間14分周期で約3%にあたる0.03等級分明るさが変化する。

## 名称
α Lupi、略称α Lup。
19世紀のアメリカのアマチュア博物学者リチャード・ヒンクリー・アレンは、中国の星宿で「南門」を意味する Yang Mun(または Yang Men) に当たるとした。しかし実際には Yang Mun は「南門」ではなく、二十八宿の亢宿にある「陽門」である。
またアレンは、中国以外では名前が付けられたことがないとしながら、古代バビロニアで「角を持つ牛の左手の星」を意味する Kakkab Su-gub Gud-Elim と呼ばれていた可能性を示唆している。これに関連して、この星の固有名を「カッカブ」とする向きがあるが、そのように呼ばれた事実はない。イリノイ大学名誉教授の天文学者ジム・ケーラーも自らのサイトで Kakkab を見出しに使いながらも「この固有名を本気にしないように。一部分だけであり、決してこのように呼ばれていない。」としている。